# Gruppbefäl
Gruppbefäl är den lägsta befälsnivån inom Försvarsmakten. Gruppbefälet för befäl över en grupp, oftast 5-10 soldater. Inom vissa delar av Förvarsmakten för gruppbefäl inte befäl utan tjänstgör mer som specialister inom en viss funktion. Enligt 2019 års befälsordning är korpral, furir samt överfurir gruppbefäl. Efter minst ett års tjänstgöring kan man befordras till furir, och efter ytterligare tre år som furir till överfurir. Gruppbefälen ingår enligt nuvarande befälsordning i personaltypen Gruppbefäl, soldater och sjömän, förkortat GSS.
Gruppbefäl skall ej förväxlas med befälskåren gruppchef som infördes genom 1972 års tjänsteställningsreform.

## Värnpliktiga gruppchefer
Värnpliktiga gruppchefer, mellan 1972 och 2010 då värnpliktssystemet lades i malpåse, hade uttagning som gruppbefäl under den militära grundutbildningen. Gruppbefälsvärnpliktiga uppnådde graden korpral under grundutbildningen och krigsplacerades därefter som furir. Före 1982 fanns även graden överfurir, och sedan 2009 utnämns inga nya furirer. Utbildningstiden varierande mellan lägst 290 och högst 455 dagar beroende på vapenslag samt befattning.

## Gradbeteckningar

### Fram till 2009

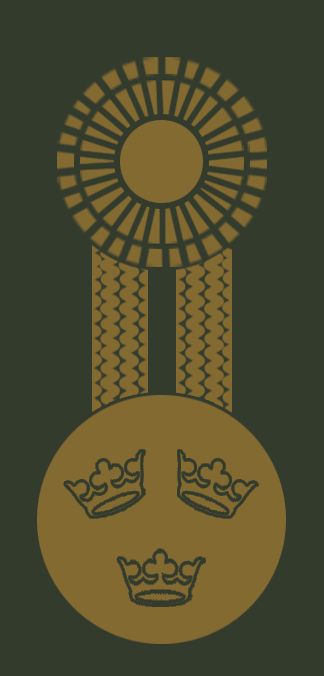
Gruppbefäl bär agraffen i brons till fältmössa 90.
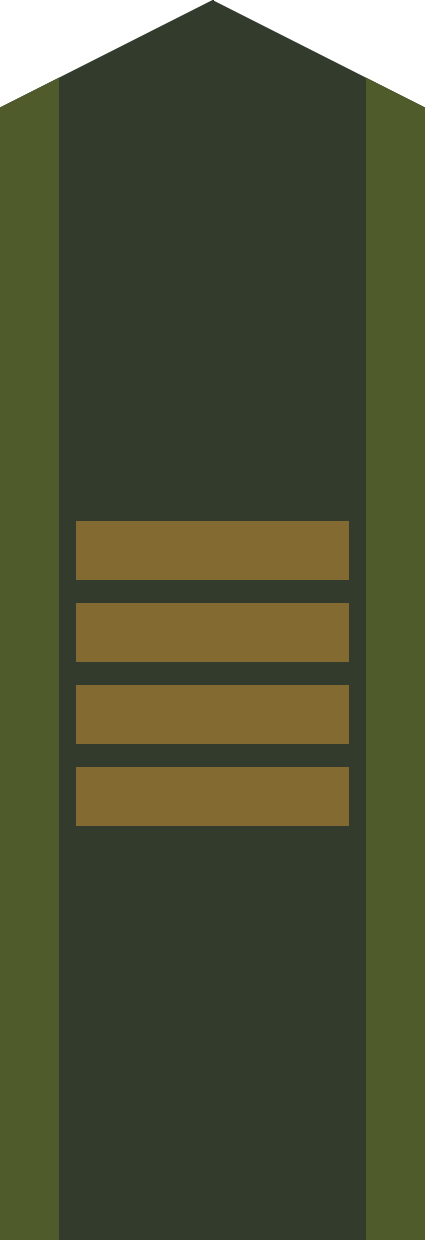
Överfurir (fram till 1982)
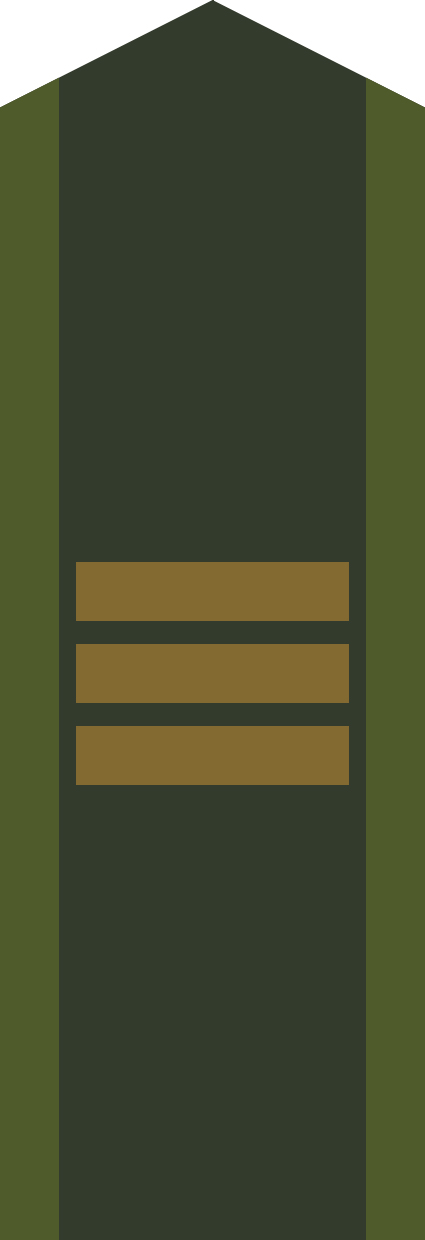
Furir
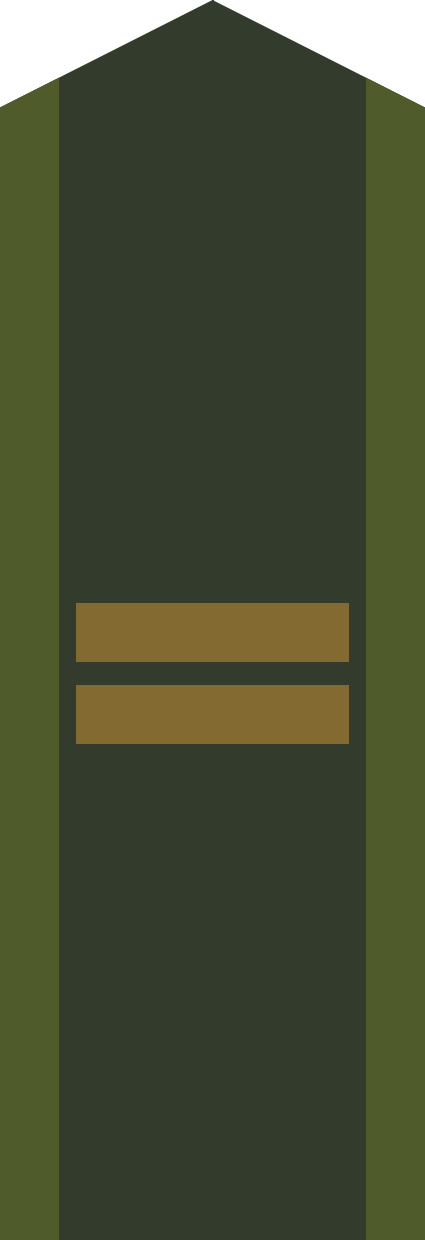
Korpral

### 2009-2019

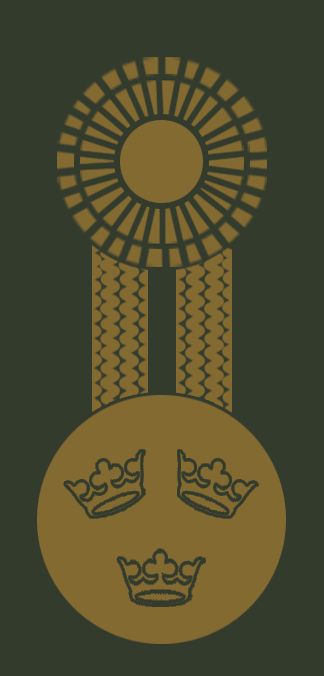
Gruppbefäl bär agraffen i brons till fältmössa 90.
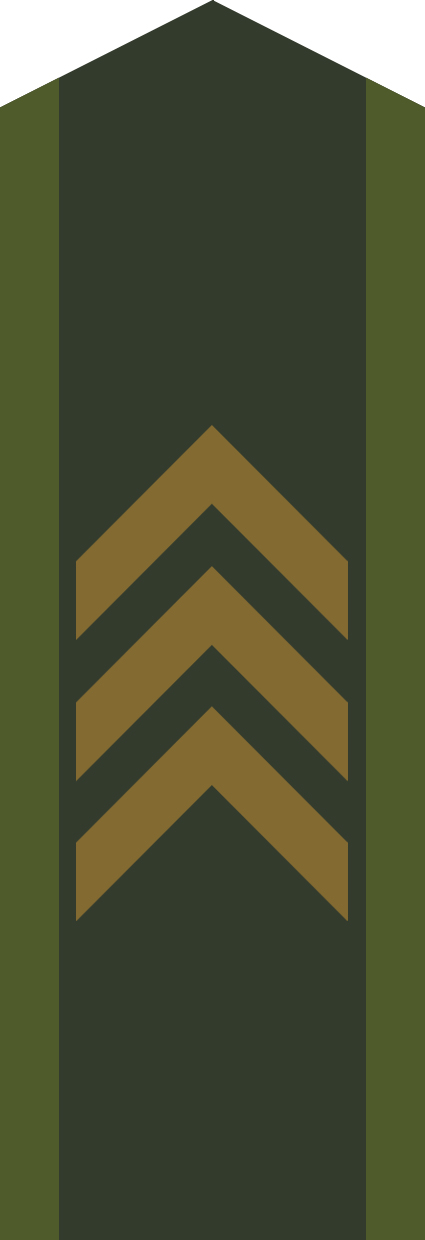
Sergeant
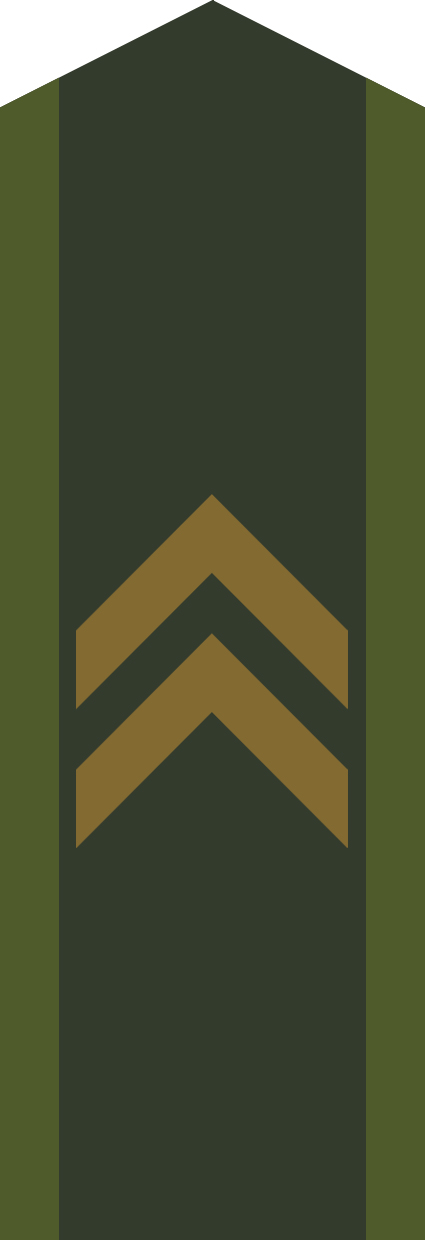
Korpral

### 2019-

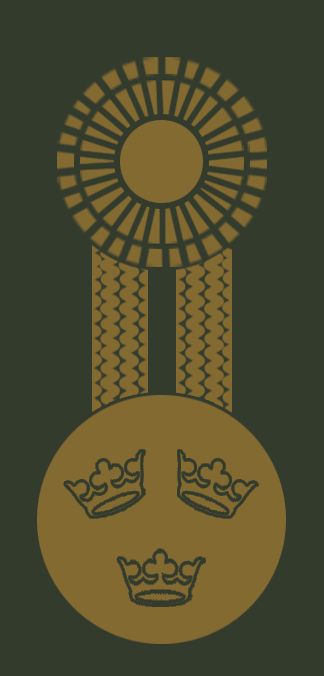
Gruppbefäl bär agraffen i brons till fältmössa 90.
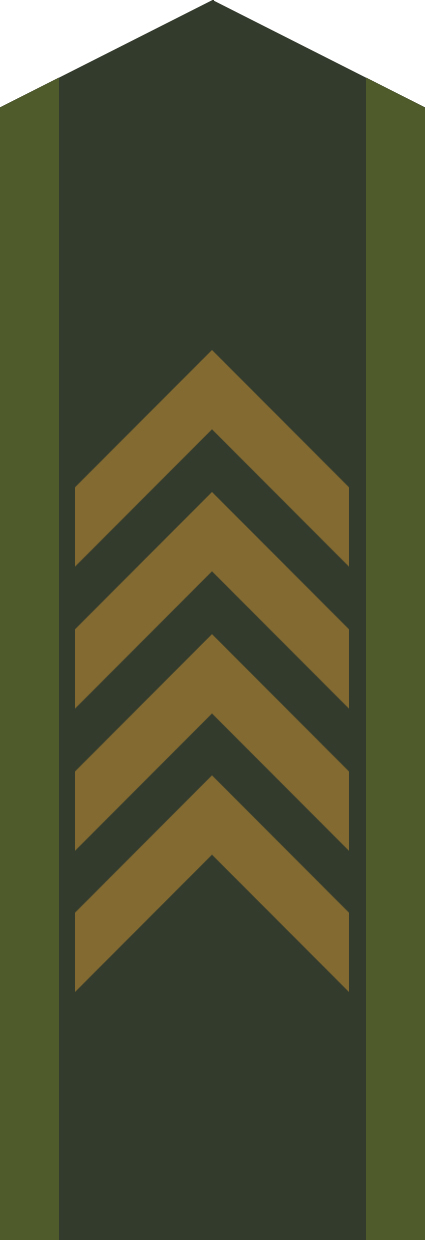
Överfurir
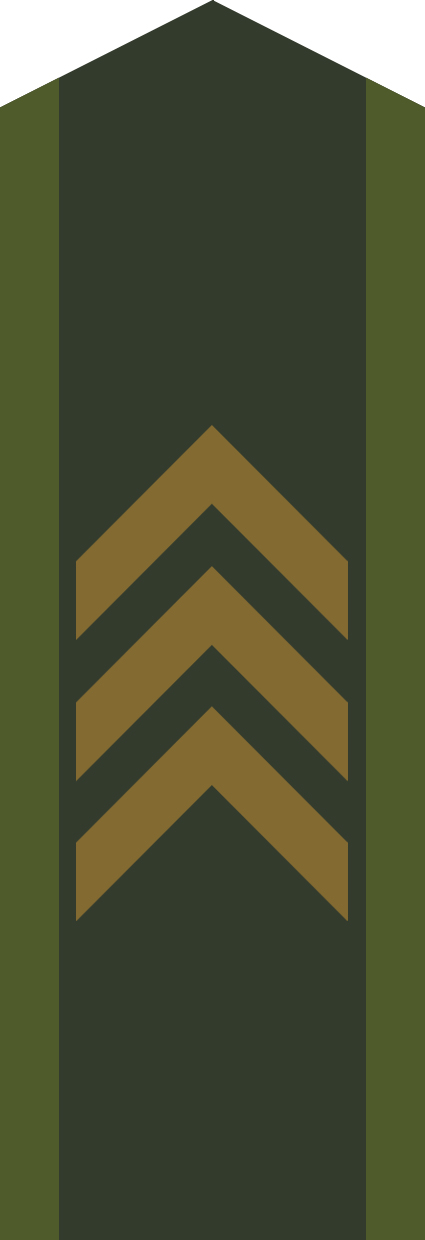
Furir
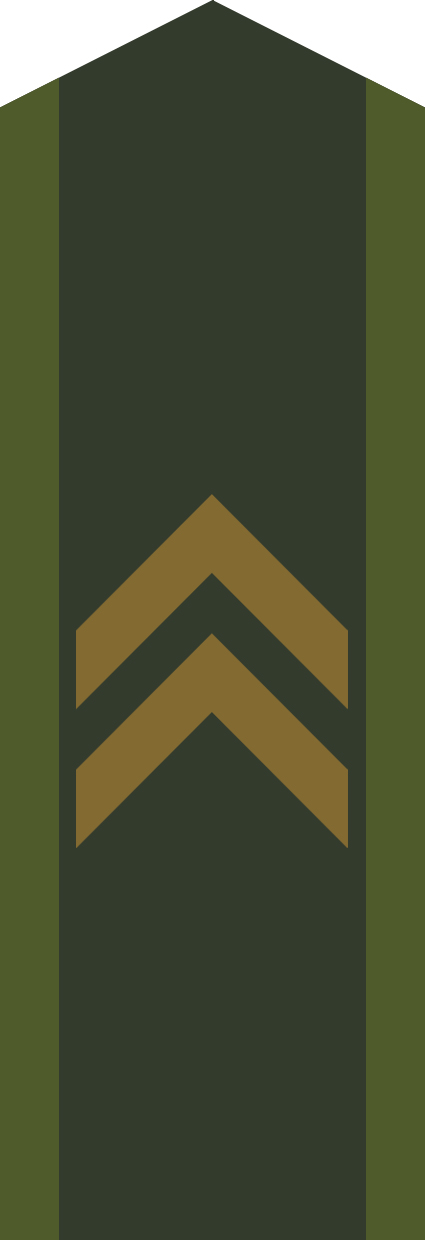
Korpral